# Titaea raveni
Titaea raveni är en fjärilsart som beskrevs av Johnson och Michener 1948. Titaea raveni ingår i släktet Titaea och familjen påfågelsspinnare. Inga underarter finns listade i Catalogue of Life.